# Sancor (Perú)
Sancor es un caserío peruano ubicado en el distrito de Chulucanas, perteneciente a la provincia de Morropón del departamento de Piura, al norte del Perú. 

## Ubicación
Sancor se ubica al noroeste de la provincia de Morropón, en el distrito de Chulucanas, en el departamento de Piura.

## Demografía
En 2017 Sancor tenía una población de 925 habitantes.
| Gráfica de evolución demográfica de Sancor entre 1993 y 2017 |
|                                                              |
| Fuentes: Población 1993 y 2017                               |